# Acropora dendrum
Acropora dendrum е вид корал от семейство Acroporidae. Видът е световно застрашен, със статут Уязвим.

## Разпространение и местообитание
Разпространен е в Австралия, Американска Самоа, Вануату, Виетнам, Индия, Индонезия, Камбоджа, Кирибати, Малайзия, Маршалови острови, Мианмар, Микронезия, Науру, Нова Каледония, Палау, Папуа Нова Гвинея, Провинции в КНР, Самоа, Сингапур, Соломонови острови, Тайван, Тайланд, Тонга, Тувалу, Уолис и Футуна, Фиджи, Филипини, Шри Ланка и Япония.
Среща се на дълбочина от 2 до 8 m, при температура на водата около 22,2 °C и соленост 35,5 ‰.

## Описание
Популацията им е намаляваща.